# Кратная звезда

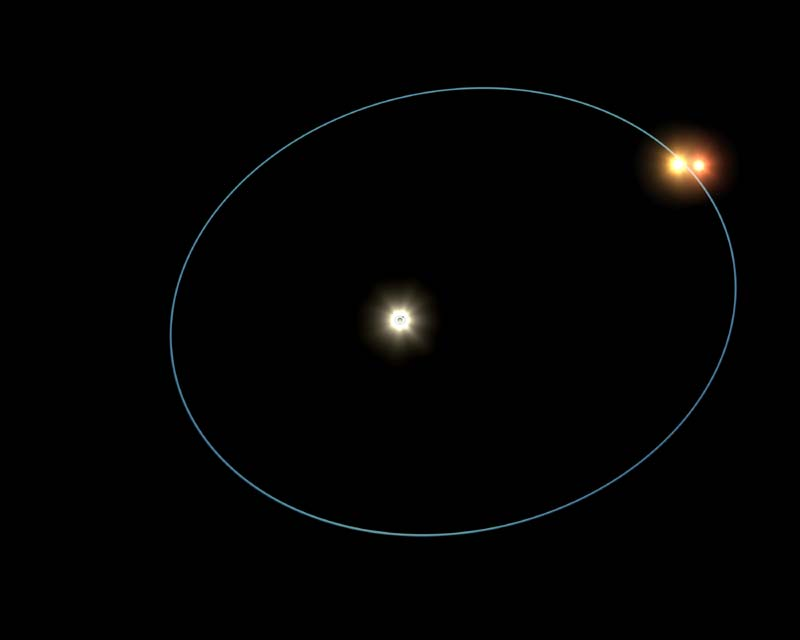
Тройная звезда HD 188753

Кра́тная звезда́ состоит из двух или более звёзд, которые выглядят с Земли близкими друг к другу. Эта близость может быть просто видимостью (звезды, расположенные на разных расстояниях, находятся близко по лучу зрения) — в этом случае звезда называется оптически кратной, или является следствием того, что звёзды находятся физически близко и связаны друг с другом гравитацией — в этом случае звезда называется физически кратной. Физически кратные звёзды — это разновидность кратной звёздной системы.
Если звёзды — компоненты физически кратной системы могут быть разрешены (то есть их можно увидеть по отдельности в телескоп), такая система называется визуально кратной. Если же кратность звезды может быть определена только с помощью спектральных (доплеровских) или фотометрических (по изменению блеска) наблюдений, она называется спектрально кратной или затменной кратной системой.
Существуют системы с большими кратностями (например, система Кастора состоит из 6 компонентов).
Большинство известных кратных звёздных систем являются тройными — например, в пересмотренном в 1999 году каталоге Токовинина 551 из 728 описанных кратных систем являются тройными. Для более высоких кратностей число известных систем с заданной кратностью уменьшается экспоненциально; соответственно, системы, состоящие из более чем 10 звёзд, должны быть чрезвычайно редки.Однако из-за эффекта систематической ошибки отбора наши знания о полной статистике кратных звёздных систем пока очень неполны, поэтому нельзя исключать существование ещё более кратных систем.
Звёздные скопления могут иметь значительно более сложную звёздную динамику и содержать от 100 до 1000 гравитационно-связанных звёзд, но они рассматриваются как более крупная астрономическая единица.

## Примеры
- HD 188753 — физически кратная звезда с тремя компонентами: HD 188753 A (жёлтый карлик), HD 188753 B (оранжевый карлик) и HD 188753 C (красный карлик). Звёзды B и C обращаются вокруг друг друга за 156 дней, и, совместно, вокруг A за 25,7 лет.
- HR 3617 — кратная звезда с тремя компонентами, HR 3617 A, HR 3617 B и HR 3617 °C. A и B образуют физически двойную звезду, а C — оптически кратную.
- Омикрон 2 Эридана — ближайшая к Солнцу тройная звезда с оранжевым, белым и красным карликами.
- Глизе 570 — ближайшая к Солнцу кратная звезда с четырьмя/тремя компонентами (19 св. лет), состоящая из двух красных, одного оранжевого и одного коричневого карликов. Но так как GJ 570 BC b не является звездой по определению (ему не хватает массы, чтобы начать сжигать лёгкий водород и стать звездой), получается, что в системе три звезды, одна сверхпланета и одна планета (GJ 570 A b).
- ε Лиры — кратная звезда с четырьмя компонентами. Система состоит из двух двойных звёзд.
- BD−22°5866 — кратная звезда с четырьмя компонентами.
- Kepler-64 — кратная звезда с четырьмя компонентами.
- 30 Овна — кратная звезда с четырьмя компонентами.
- Кастор — кратная звезда, состоящая из шести компонентов.
- Ню Скорпиона — кратная звезда, состоящая из семи компонентов.
- AR Кассиопеи — кратная звезда, состоящая из семи компонентов.